# فرودگاه آبی پالم بیچ
 فرودگاه آبی پالم بیچ (به انگلیسی: Palm Beach Water Airport) یک فرودگاه همگانی با کد یاتا LBH است که یک باند فرود آب دارد. این فرودگاه در کشور استرالیا قرار دارد و در ارتفاع ۰ متری از سطح دریا واقع شده است.